# Marina Cepeda Fuentes
Marina Cepeda Fuentes (Siviglia, 1946 – 21 giugno 2014) è stata una giornalista, scrittrice e conduttrice radiofonica spagnola naturalizzata italiana.

## Biografia
Nata in Spagna, ma trasferitasi in Italia negli anni sessanta (dove si laureò in architettura, presso la Sapienza di Roma), fu seconda moglie di Alfredo Cattabiani. Riuscì a ritagliarsi un proprio spazio nel palinsesto radiofonico della RAI curando trasmissioni, soprattutto a tema culinario, da lei anche condotte, come Mangiar cantando, Il tempo ritrovato: L'altra età della vita, La canicola, Decanter su Radio 2 e la rubrica La cucina dei Vangeli durante il programma Tra Terra e Cielo su Radio 1.
Per molti anni gestì un proprio blog, denominato Che bolle in pentola?. Collaborò alla terza pagina del quotidiano Il Tempo e alla rivista Civiltà della tavola dell'Accademia italiana della cucina.

## Opere

### Saggi e studi
- Bestiario di Roma, con Alfredo Cattabiani, Roma, Newton Compton, 1986
- La Spagna a tavola, Roma, Newton Compton, 1990
- I nomi degli italiani, con Stefano Cattabiani; introduzione di Alfredo Cattabiani, Roma, Newton Compton, 1992
- Le tre facce della luna: modelli e archetipi della donna attraverso i secoli, Firenze, Camunia, 1996
- I monasteri benedettini in Piemonte e la loro influenza nell'economia e nella diffusione dell'agricoltura, Alessandria, Club di Papillon, 2001
- Il surrealismo in cucina tra il pane e l'uovo. A tavola con Salvador Dalì, 2004
- Le pentole di don Chisciotte. A tavola con il cavaliere della triste figura, 2005
- Teofilo Barla: un gran cocinero olvidado, 2006
- La cucina dei pellegrini da Compostella a Roma: un singolare viaggio fra storia, usanze, profumi e sapori sulle antiche vie di pellegrinaggio, Milano, Paoline, 2008
- Sorelle d'Italia. Le donne che hanno fatto il Risorgimento, 2011 (Premio Elsa Morante per la saggistica)

### Traduzioni
- Gustavo Adolfo Bécquer, Poesie d'amore, Roma, Newton Compton, 1996.